# Elecciones provinciales de Mendoza de 1966
Las elecciones generales de la provincia de Mendoza de 1966 tuvieron lugar el 17 de abril con el objetivo de elegir al Gobernador y Vicegobernador para el período 1966-1969, a los diputados de dos de las cuatro secciones electorales (la primera y la cuarta) y a los senadores por la primera sección electoral. Los comicios para gobernador se realizarían de manera indirecta, por medio de un Colegio Electoral Provincial que elegiría por separado tanto al Gobernador como al Vicegobernador. Estas elecciones, que fueron anuladas por el golpe de Estado del 28 de junio de ese mismo año, fueron las últimas que se realizarían en territorio argentino hasta el 11 de marzo de 1973.
Más allá de lo anterior, los comicios provinciales mendocinos adquirieron importancia a nivel nacional debido a que el peronismo se presentó sin proscripciones bajo la bandera del Partido Justicialista (PJ), nombre que ostenta hasta la actualidad; y por las profundas divisiones entre peronistas "verticalistas" (que apoyaban la desproscripción total del antiguo partido y el retorno de Juan Domingo Perón al país), y los neoperonistas, liderados en gran medida por Augusto Timoteo Vandor, que promulgaban la idea de constituir un "Peronismo sin Perón", con el objetivo de que la doctrina justicialista pudiera seguir aplicándose en el país sin el líder depuesto. Al mismo tiempo, la otra principal fuerza política del país, la Unión Cívica Radical, se encontraba dividida entre radicales intransigentes y del pueblo, ambas facciones muy deslegitimadas por los sucesivos gobiernos de Arturo Frondizi (intransigente, derrocado en un golpe de Estado) y Arturo Umberto Illia (incumbente al momento de los comicios provinciales). De este modo, el resultado de las elecciones sería sumamente importante para mostrar qué sector del peronismo era electoralmente preponderante.
Ante la división absoluta de ambos partidos, el conservadurismo, representado por el Partido Demócrata y gobernante de la provincia, triunfó con Emilio Jofré como candidato por un escaso margen. A pesar de que no contaría con una mayoría en el Colegio Electoral provincial, un acuerdo tácito con la UCRP había sido pactado entre ambos partidos para impedir que el peronismo lograra la gobernación, proclamando electo al candidato de cualquiera de los dos partidos si era el que más votos recibía. Sin embargo, el Partido Justicialista logró un estrecho segundo lugar, imponiéndose por alta cantidad de votos ante el radicalismo del pueblo y el vandorismo. De este modo, el peronismo verticalista se mostró preponderante y Vandor inició su decadencia política, que culminaría con su muerte tres años después, a manos de un grupo armado.
En el plano legislativo, el Partido Demócrata obtuvo la mayoría de las bancas en disputa en la Cámara de Diputados, con 10 bancas. El PJ lo siguió de cerca con 7, la UCRP con 6 y el MPM con 3. Con respecto al Senado, los demócratas obtuvieron 3 senadores, el PJ y la UCRP dos cada uno, y el MPM solo una banca. Debido a los anteriores resultados que había obtenido el MPM, un peronismo unido hubiera sido primera minoría en ambas cámaras con 20 diputados y 16 senadores. El antiperonismo, representado por el PD y la UCRP, mantuvo su mayoría absoluta en la legislatura de todas formas.
La derrota peronista no le fue útil al gobierno de Arturo Illia, que finalmente fue derrocado en un golpe de Estado el 28 de junio de ese mismo año. De ese modo, los cargos electos no pudieron asumir el 12 de octubre, y el Colegio Electoral ni siquiera pudo pronunciarse con respecto al gobernador. Fueron las últimas elecciones para gobernador de Mendoza que no ganó un peronista o un radical.

## Antecedentes
Tras el golpe de Estado de 1955 que derrocó a Juan Domingo Perón e instauró una dictadura militar conocida como Revolución Libertadora, se proscribió al peronismo, al partido y al propio Perón para presentarse a elecciones. Se realizaron elecciones con proscripción en 1958, en las que triunfó Arturo Frondizi con apoyo del peronismo exiliado. Durante el período 1958-1966, se instauró en Argentina un período conocido como "semidemocrático" por el hecho de que el principal partido del país se encontraba ilegalizado, lo que dejó a gran parte de la población sin representación política. Ante este panorama, ciertos sectores del peronismo presentaron listas propias en las elecciones legislativas y provinciales, autoproclamándose "neoperonistas". La victoria de varias de dichas listas en las elecciones de 1962, tanto a nivel legislativo como a nivel provincial (obteniendo incluso la gobernación de la estratégica provincia de Buenos Aires, residencia del 38% del electorado) desataron el golpe de Estado de 1962 que anuló los comicios y convocó a nuevas elecciones presidenciales con proscripciones, en las que triunfó el candidato de la Unión Cívica Radical del Pueblo, Arturo Umberto Illia, con solo el 25% de los votos y un nivel de voto en blanco y anulado que llegó a su máximo histórico.
Uno de los principales exponentes del llamado "Peronismo sin Perón" fue Augusto Timoteo Vandor, Secretario General de la Unión Obrera Metalúrgica. Vandor rechazó el llamado de Perón a enemistarse con el gobierno de Arturo Illia, y tuvo una postura concurrencista con respecto a las elecciones. La Unión Popular, uno de los principales partidos neoperonistas, logró presentar candidaturas en las elecciones legislativas de medio término de 1965, ante la negativa de Illia de proscribir también a dicho partido pese a la insistencia de los militares. La Unión Popular obtuvo una estrecha victoria en las elecciones contra el radicalismo dividido y un alto voto positivo. Los comicios fueron considerados un triunfo tanto para el presidente Illia, cuyo gobierno logró sobrevivir a las elecciones sin que ocurriera un nuevo golpe de Estado, como para Vandor que, al convertirse en el principal referente del neoperonismo y de la Unión Popular, por extensión pasó a ser la primera alternativa viable a Perón dentro del movimiento en sus veinte años de existencia.
En la provincia de Mendoza, luego de un primer gobierno de la Unión Cívica Radical Intransigente (UCRI), y una intervención federal tras el golpe de Estado, se impuso el conservador Partido Demócrata con Francisco Gabrielli como candidato. En las elecciones provinciales, mientras que en otras provincias hubo una alta cantidad de votos no positivos (blancos o anulados), en su mayoría el electorado mendocino votó por partidos neoperonistas (cerca de un 20%) y solo un 5% votó en blanco, mientras que los votos nulos no alcanzaron el 1%. Después del crecimiento del neoperonismo a nivel legislativo, en 1965, desde su exilio Perón envió a su esposa, María Estela Martínez de Perón, como delegada personal a la Argentina, para asegurarse de evitar que el vandorismo continuara creciendo electoralmente, decidiendo utilizar los comicios mendocinos, a realizarse en 1966, para tal fin.

## Reglas electorales
Los comicios se realizaron bajo el texto constitucional provincial entonces vigente (la constitución de 1916). El sistema electoral empleado para la elección de gobernador y vicegobernador fue el siguiente:
- Una sola vuelta electoral.
- Sufragio indirecto.
- Colegios Electorales por las cuatro secciones en las que se encuentran divididos los dieciocho departamentos de la provincia.
- Mandato de tres años para el gobernador y vicegobernador, sin posibilidad de reelección inmediata.

Para la elección de la Cámara de Diputados Provinciales y el Senado Provincial, se establecía también la división de los departamentos en cuatro secciones electorales, las mismas empleadas para los comicios gubernativos. En cada sección, los diputados y senadores serían elegidos mediante representación proporcional por listas en forma escalonada, con mandatos de tres y seis años.
| Sección Electoral | Cámara de Diputados | Cámara de Diputados | Cámara de Senadores | Cámara de Senadores |
| Sección Electoral | Diputados           | A renovar           | Senadores           | A renovar           |
| ----------------- | ------------------- | ------------------- | ------------------- | ------------------- |
| 1                 | 16                  | 16                  | 12                  |                     |
| 2                 | 12                  |                     | 9                   |                     |
| 3                 | 12                  |                     | 8                   |                     |
| 4                 | 10                  | 10                  | 8                   | 8                   |
| Total             | 50                  | 26                  | 37                  | 8                   |

## Campaña
El peronismo verticalista, sector liderado por el propio Perón (representado en Argentina por su esposa Isabel), se presentó a los comicios provinciales por primera vez bajo el nombre de Partido Justicialista (o PJ), nombre por el que se conoce al partido hasta la actualidad. Aunque el partido se encontraba proscripto a nivel nacional, el gobierno de Illia también se negó a ilegalizar la formación en dichas elecciones. Su candidato a gobernador fue Ernesto Corvalán Nanclares, con Alberto Martínez Baca como compañero de fórmula. Por su parte, el neoperonismo, representado por Vandor, se presentó en los comicios bajo la bandera del recientemente fundado Movimiento Popular Mendocino. Sus candidatos fueron Alberto Serú García, líder del MPM, y José Ventura González como candidato a vicegobernador. Tanto el gobierno constitucional como ciertos sectores de las Fuerzas Armadas temían por igual a una victoria del neoperonismo, por lo que a pesar de la prohibición de Perón de ejercer la actividad política dentro del país, el por entonces Ministro del Interior, Juan Palmero, le permitió a Isabel Perón recorrer el país y reunirse con sindicalistas y políticos locales con el objetivo de lograr la división del voto peronista.
Habiendo arribado a la Argentina, Isabel Perón llegó a San Rafael el 25 de marzo de 1966 con el objetivo de interferir en la campaña electoral. Desde allí se trasladó a la capital provincial y realizó una larga gira por la provincia para apoyar la candidatura de Corvalán. Aunque la propia Isabel no era una verdadera figura política, el hecho de que se el permitiera viajar a la Argentina en representación de su marido motivó la curiosidad y el deseo de verla en muchas personas, que se acercaban con frecuencia a saludarla y ovacionarla durante su estadía en Mendoza. El 27 de marzo, Martínez de Perón participó en un acto de campaña masivo en el que ella misma se encargó de proclamar la fórmula Corvalán-Martínez Baca. De la campaña proselitista de Corvalán destacó un mensaje de radio del propio Perón, transmitido por LV10 Radio de Cuyo, propiedad del radical del pueblo Leopoldo Suárez, en el que Perón denostó al neoperonismo y declaró que el verdadero candidato del movimiento justicialista era Corvalán. La colaboración de Suárez fue visto como un intento de la UCRP de recortar el voto peronista, mientras que la propia campaña del radicalismo se consideró bastante discreta. Inicialmente favorito, el apoyo a Serú García comenzó a decaer durante la campaña en favor de Corvalán.
Para contrarrestar la influencia política de Isabel Perón, el MPM también buscó el apoyo de personalidades del peronismo nacional alineados con el vandorismo. Se dirigieron a la provincia los diputados nacionales Paulino Niembro, Maximiliano Castillo, Eusebio Rodríguez, Juan Alejandro Lucco y Raúl Oreste y enviaron una carta de adhesión las hermanas de Eva Perón, Elisa Duarte de Arrieta y Blanca Duarte de Álvarez Rodríguez. Para participar del cierre de la campaña electoral se hicieron presentes el propio Vandor, Carlos M. Lascano y Antonio Cafiero del Partido Justicialista, Rodolfo Tecera del Franco de Unión Popular y los diputados nacionales Nélida Sarmiento, Nélida Calvino y Jerónimo Izetta. La fórmula Serú García-Ventura González fue apoyada por tres partidos no peronistas, el Movimiento de Integración y Desarrollo (MID), del expresidente Arturo Frondizi, el Partido Conservador Popular (PCP), y el Partido Comunista (PCA) que, sin embargo, presentó sus propias candidaturas a legisladores. El verticalismo aprovechó exitosamente este último apoyo para acusar al MPM de colaborar con el comunismo, postura que el propio MPM rechazó, alegando que el PCA lo apoyó unilateralmente.
En cuanto al Partido Demócrata (PD), gobernante al momento de las elecciones, este presentó la fórmula Emilio Jofré-Carlos Galletti. Su lema de campaña fue "Paz, seguridad y prosperidad". Jofré era una figura destacada dentro del partido conservador por su fuerte defensa a la incorporación de las mujeres a la vida política. Su mujer, Angélica Suárez Civit, era una de las fundadoras de la rama femenina del Partido Demócrata. Jofré también era partidario de la desproscripción del peronismo y de intentar una reunificación de la fallida Unión Democrática. Declaró su intención de dar continuidad a las políticas implementadas por el gobernador saliente, aunque se comprometió también a poner énfasis en la industria del vino. El 16 de abril, un día antes de las elecciones, el Partido Demócrata desató cierta controversia al publicar una foto donde supuestamente aparecía Serú García abrazando a Fidel Castro, acusando al neoperonismo de tener relaciones con el comunismo (postura respaldada por el justicialismo verticalista por el apoyo del PCA a la candidatura del MPM). Sin embargo, el que salía en la foto era en realidad el por entonces presidente de Cuba, Osvaldo Dorticós Torrado, que compartía un gran parecido físico con Serú García. Aunque la falsedad de la fotografía era evidente, se cree que esto pudo afectar el voto neoperonista.

## Resultados

### Gobernador y Vicegobernador
|  | 32.32 % |

|  | 25.72 % |

|  | 22.34 % |

|  | 15.66 % |

|  | 1.62 % |

|  | 1.18 % |

|  | 0.75 % |

|  | 0.39 % |

|  | 98.72 % |

|  | 1.15 % |

|  | 0.13 % |

|  | 100.00 % |

|  | 88.96 % |

### Cámara de Diputados
|  | 37.57 % |

|  | 28.86 % |

|  | 25.33 % |

|  | 28.90 % |

|  | 19.78 % |

|  | 22.51 % |

|  | 11.11 % |

|  | 13.22 % |

|  | 2.38 % |

|  | 1.79 % |

|  | 1.62 % |

|  | 1.58 % |

|  | 1.19 % |

|  | 1.19 % |

|  | 0.63 % |

|  | 1.57 % |

|  | 0.39 % |

|  | 0.36 % |

|  | 98.74 % |

|  | 98.75 % |

|  | 1.12 % |

|  | 0.10 % |

|  | 0.14 % |

|  | 1.15 % |

|  | 100.00 % |

|  | 100.00 % |

### Senado Provincial (4ª Sección)
|  | 28.86 % |

|  | 28.81 % |

|  | 22.49 % |

|  | 13.24 % |

|  | 1.78 % |

|  | 1.59 % |

|  | 1.56 % |

|  | 1.18 % |

|  | 0.36 % |

|  | 98.75 % |

|  | 0.10 % |

|  | 1.15 % |

|  | 100.00 % |